# Luciferin

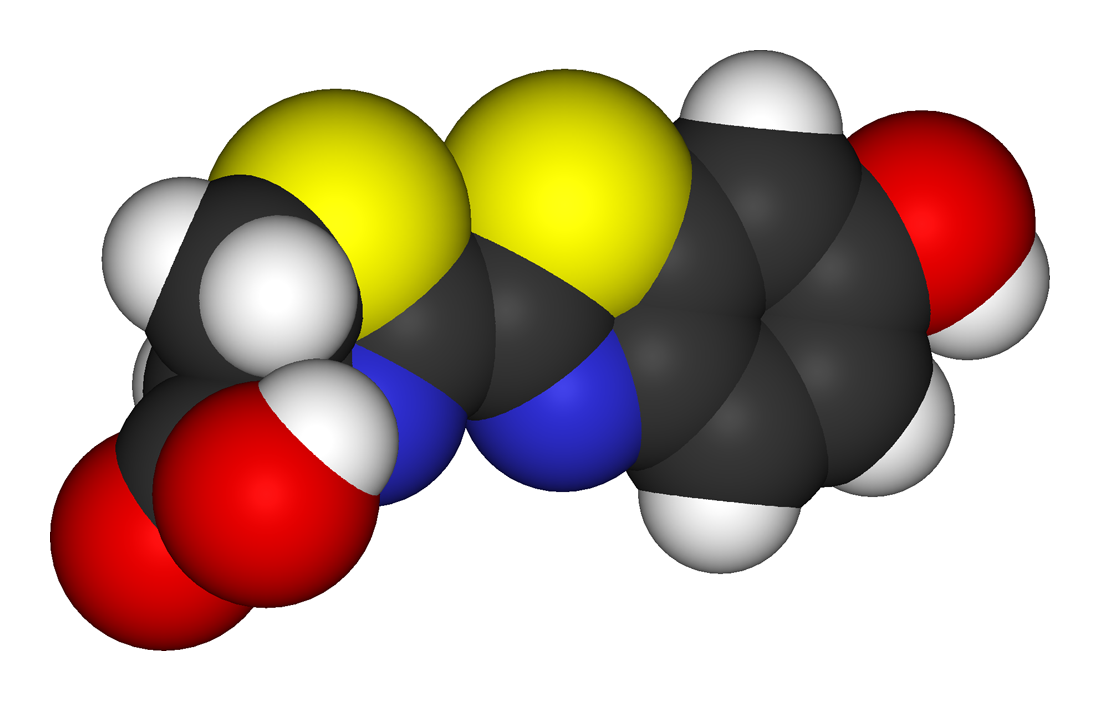
Modell av D-Luciferin från "eldfluga" (lysmasken Photinus pyralis). Svart=kol, vitt=väte, rött=syre, gult=svavel, blått=kväve.

Eldfluge-luciferinets strukturformel. OBS, bilden är spegelvänd i förhållande till modellen ovan.

Luciferiner (latin lucifer, "ljusbringare") är en klass av heterocykliska föreningar som alstrar ljus och som återfinns i bioluminiscenta (ljusalstrande) organismer. Luciferiner undergår i typiska fall en enzymkatalyserad oxidation och återgår därefter omedelbart till ursprungstillståndet under utsändande av ljus. Termen "luciferin" används i allmänhet både för molekyler som reagerar med enzymer (kallade luciferaser) för att alstra ljus och för fotoproteiner som sänder ut ljus utan medverkan av enzym.

## Typer
Luciferiner är en klass av små substratmolekyler som oxideras i närvaro av ett luciferas-enzym och därvid bildar oxiluciferin, som när det spontant återbildas till luciferin sänder ut ljus.  Det finns många typer av luciferiner (hur många är inte känt, men några av de mera utförligt studerade återfinns nedan), men alla har de användandet av reaktiva syreföreningar för att alstra ljus gemensamt.

### Insekter
Bioluminiscens finns hos många arter insekter. De mest välkända är skalbaggar av bl.a. familjerna lysmaskar och knäppare (bioluminiscenta arter av dessa familjer kallas ofta eldflugor), men det finns även hoppstjärtar, tvåvingar och skinnbaggar som har denna typ av luciferin. Små skillnader i luciferinets struktur mellan olika arter gör att ljuset varierar från grönt (530 nm) till rött (635 nm).
Vid reaktionen oxideras (hos Photinus pyralis) substratet D-Luciferin (LH2), en benzotiazol, med hjälp av ett luciferas av syre. William D. McElroy visade i slutet av 1940-talet att ATP förbrukas (vilket är notabelt) och kräver närvaro av magnesiumjoner som kofaktor, enligt:

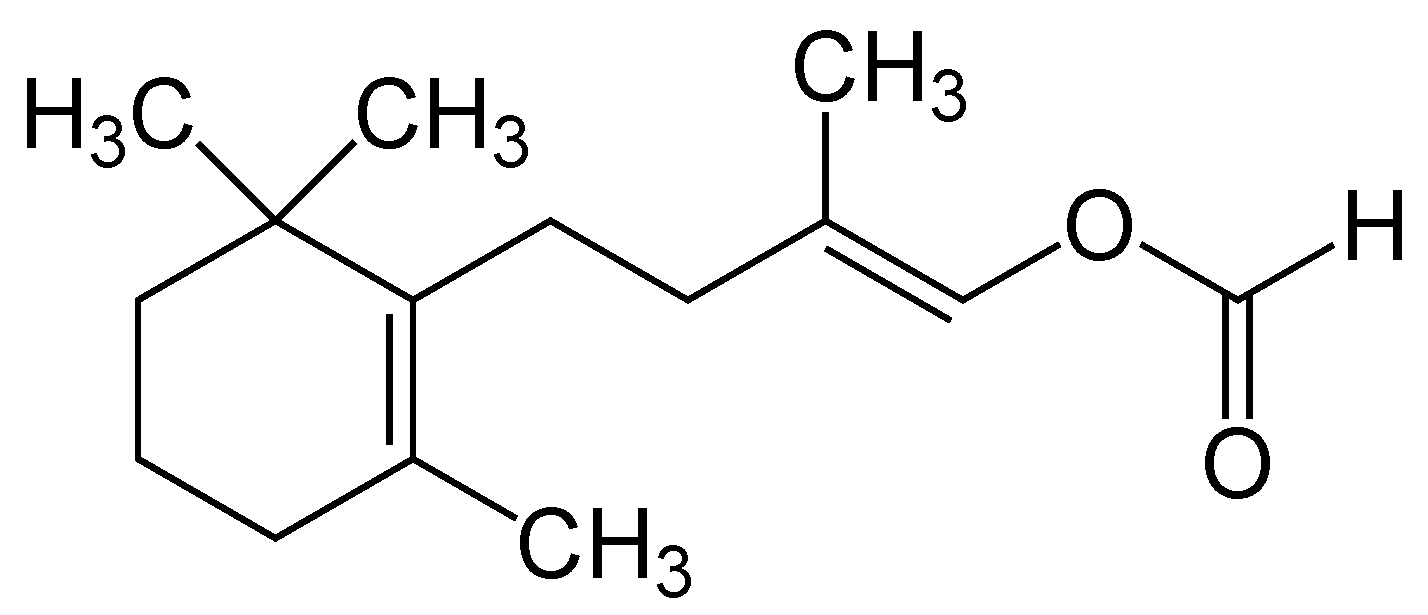
Strukturformel för latialuciferin.

{\displaystyle \mathrm {LH_{2}+O_{2}+ATP{\xrightarrow[{Mg^{2+}}]{Luciferas}}\ oxi{\text{-}}L+CO_{2}+AMP+PP_{i}+h\nu } }

### Snäckor
Den nyzeeländska sötvattenssnäckan Latia neritoides, det enda kända bioluminiscenta blötdjuret i sötvatten, har ett luciferin som är en terpenoid aldehyd. För reaktionen mellan luciferin, luciferas och molkylärt syre krävs även en kofaktor som är ett purpurfärgat protein. Vid reaktionen bildas även myrsyra:

Ett bakterieluciferin.

{\displaystyle \mathrm {Ln+O_{2}+H_{2}O\longrightarrow ox{\text{-}}Ln+2\ HCOOH+h\nu } }

### Bakterier
Bakterieluciferin återfinns hos bakterier. Somliga bioluminiscenta lever i symbios med vissa bläckfiskar och fiskar, framför allt djuphavsfiskar, i speciella lysorgan. Det består av en lång aldehydkedja och ett reducerat riboflavin-fosfat, flavinmononukleotid FMNH2. I reaktionen ombildas en aldehyd till en karboxylsyra, enligt:
{\displaystyle \mathrm {FMNH_{2}+O_{2}+R{\text{-}}CHO\longrightarrow FMN+H_{2}O+R{\text{-}}COOH+h\nu } }

### Dinoflagellater
Hos dinoflagellater förekommer ett luciferin som är en tetrapyrrol som liknar klorofyll och som åstadkommer ett blågrönt ljus. Dessa organismer orsakar ofta mareld. Ett nästan identiskt luciferin (ett väte är ersatt av en OH-grupp) finns hos lysräkor.

### Vargulin
Vargulin förekommer hos vissa musselkräftor och hos paddfiskar av släktet Porichtys. Liksom coelenterazin är det en imidazopyrazinon och utsänder huvudsakligen blått ljus hos dessa djur.
| Ett coelenterazin. |  | Omvandlingen av en generell coelenterazin till en coelenteramid. |
| Ett coelenterazin. |  | Omvandlingen av en generell coelenterazin till en coelenteramid. |

### Coelenterazin
Coelenterazin återfinns hos radiolarier, kammaneter, nässeldjur, bläckfiskar, pilmaskar, fiskar, och räkor. Det är prostetisk grupp i proteinet aekvorin som orsakar det blåa ljus dessa arter alstrar. För att reaktionen skall äga rum krävs förutom luciferas och molekylärt syre även kalciumjoner.

### Watasenialuciferin
Hos den tioarmade bläckfisken Watasenia scintillans, som har talrika lysorgan över hela kroppen, återfinns ett disulfat av coelenterazin. Det kräver förutom molekylärt syre även ATP och magnesiumjoner.

### Luciferin hosDiplocardia longa
Hos fåborstmasken Diplocardia longa förekommer en enkelt byggd aldehyd, N-Isovaleryl-3-aminopropanal. Detta luciferin är ovanligt eftersom det inte reagerar med molekylärt syre, som ju är normalfallet, utan med väteperoxid.

## Användningar
Eldflugeluciferinet kan användas för att påvisa ATP, då detta ju förbrukas vid oxidationen. Detta reagens använder man inom livsmedelsindustrin för att påvisa bakterier, eftersom ATP endast förekommer hos levande organismer.
Eftersom rektionen för aekvorin/coelenterazin kräver närvaro av kalciumjoner har detta använts för att mäta kalciumjonkoncentration.
Luciferasgener sätts inom molekylärbiologin ofta in som markörer. Producerat luciferas kan sedan konstateras med motsvarande luciferin.